# Luke's Washful Waiting
Luke's Washful Waiting er en amerikansk stumfilm fra 1916.

## Medvirkende
- Harold Lloyd som Luke
- Bebe Daniels
- Snub Pollard